# River Misbourne
Der River Misbourne ist ein Wasserlauf in Buckinghamshire, England. Er entsteht am Nordrand von Great Missenden und fließt zunächst in östlicher Richtung. Östlich von Ammersham wendet sich sein Lauf nach Süden. Er mündet nordöstlich der Anschlussstelle 1 des M40 motorway an der Grenze von Buckinghamshire und Greater London in den River Colne.